# 上升1号
上升1号是前苏联发射的一艘载人宇宙飞船，属于上升计划的第一次飞行。这次飞行一共有三名宇航员，实现了第一次多人太空飞行。在上升1号之后一年，美国的双子座计划才实现了两人飞行。除了第一次多人飞行外它还实现了多个第一，第一次没有穿宇航服的飞行，第一次没有使用弹射座椅的飞行。第一名并非飞行员的乘客：在三名乘组人员中，除了飞行员外的另外两人分别是飞船的设计师以及一名医生。飞船其实是在东方号飞船的基础上修改而来的，虽然座椅的位置转了90°，但实际上仪表盘位置没有变，因此乘组不得不扭过头来才能进行操作。本次任务的主要目的是测试新的飞船，除此以外还进行了一些物理、技术实验并展开了生物与医学实验。总体来说，本次任务取得了成功。

## 乘组

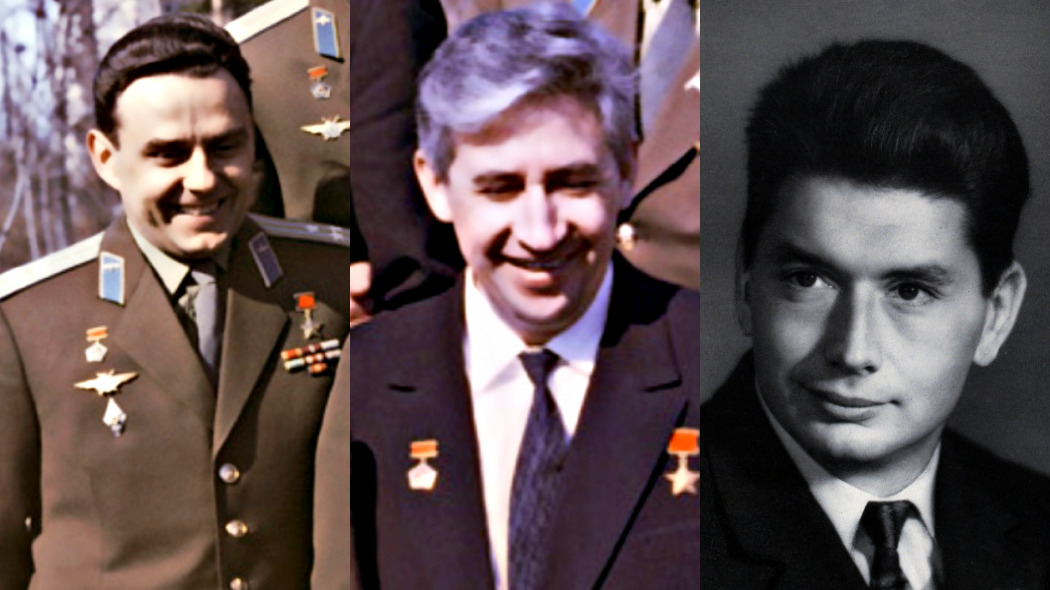
飞行员乘组

| 岗位   | 宇航员                                      | 宇航员                                      |
| ------ | ------------------------------------------- | ------------------------------------------- |
| 领航员 | 弗拉基米尔·米哈伊洛维奇·科马洛夫 第一次飞行 | 弗拉基米尔·米哈伊洛维奇·科马洛夫 第一次飞行 |
| 工程师 | 康斯坦丁·费奥蒂斯托夫 第一次飞行            | 康斯坦丁·费奥蒂斯托夫 第一次飞行            |
| 医生   | 鲍里斯·叶戈罗夫 第一次飞行                  | 鲍里斯·叶戈罗夫 第一次飞行                  |

### 后备组
| 岗位   | 宇航员            | 宇航员            |
| ------ | ----------------- | ----------------- |
| 领航员 | 鲍里斯·沃雷诺夫   | 鲍里斯·沃雷诺夫   |
| 工程师 | 格奧尔吉·卡特斯   | 格奧尔吉·卡特斯   |
| 医生   | 阿列克谢伊·索罗金 | 阿列克谢伊·索罗金 |